# Aeon Motor
Die Firma AEON wurde 1965 gegründet und beschäftigte sich zunächst mit der Herstellung von Formen zur Kunststoffteileproduktion für die Motorradindustrie. Schon bald erhöhte sich das Geschäftsvolumen, und AEON beschloss eigene Motorroller in unterschiedlichen Ausführungen und Leistungsklassen herzustellen. Im Motorrollermarkt betätigte sich AEON so lange, wie weltweit auf verschiedenen Märkten die Umsätze stiegen.
Als dann die Branche eine Krise erlebte, fand man in den ATV/Quads Fahrzeuge, die sich ausbreiteten und Marktanteile gewannen. Während die Motorrollerproduktion ständig zurückging, etablierten sich die neuen ATV/Quad-Modelle schnell auf dem US-amerikanischen und europäischen Märkten.
Heute werden über 60.000 ATV/Quads pro Jahr produziert, die in viele Länder exportiert werden. Die wichtigsten Märkte bleiben die USA und Europa.
Das Unternehmen ist ein Hauptlieferant für Polaris in der 50/100cc-Quad-Klasse.